# Tai'erzhuang
Tai'erzhuang léase Táir-Zhuáng (en chino:台儿庄区,pinyin:Tái'érzhuāng  qū) es un distrito urbano bajo la administración directa de la ciudad-prefectura de Zaozhuang. Se ubica al este de la provincia de Shandong, este de la República Popular China. Su área es de 583 km² y su población total para 2010 fue cerca a los 300 mil habitantes.
En este lugar se llevó a cabo la batalla de Tai'erzhuang (臺兒莊 會戰) de la segunda guerra sino-japonesa en 1938, entre los ejércitos de la República de China y el Imperio de Japón. La batalla fue la primera gran victoria china de la guerra que dio gran impulso moral a las tropas chinas.
Tai'erzhuang se encuentra en la orilla oriental del Gran Canal de China y era una guarnición fronteriza al noreste de Xuzhou.

## Administración
El distrito de Tai'erzhuang se divide en 6 pueblos que se administran en 1 subdistrito y 5 poblados.